# 6333 Helenejacq
6333 Helenejacq eller 1992 LG är en asteroid i huvudbältet som upptäcktes 3 juni 1992 av den amerikanske astronomen Gregory J. Leonard vid Palomar-observatoriet. Den är uppkallad efter upptäckarens mor, Helene Jacquelin.